# New England Patriots 1972
La stagione 1972 dei New England Patriots è stata la 3ª della franchigia nella National Football League, la 13ª complessiva e la terza con John Mazur come capo-allenatore, dimessosi il 3 novembre 1972, il giorno successivo a una sconfitta per 52-0 contro Miami, venendo sostituito da Phil Bengtson.. La squadra concluse con 3 vittorie e 11 sconfitte al quinto posto della AFC East division.
Anche se riuscirono a vincere tre partite, i Patriots del 1972 ebbero il secondo peggior differenziale di punti della storia in una stagione da 14 partite, secondi solo ai neonati  Buccaners del 1976. Persero otto delle quattordici partite per tre touchdown o più e le prime due vittorie furono per un solo punto.

## Calendario
| Turno | Data       | Avversario             | Risultato | Pubblico |
| ----- | ---------- | ---------------------- | --------- | -------- |
| 1     | 17/9/1972  | Cincinnati Bengals     | S 31–7    | 60,999   |
| 2     | 24/9/1972  | Atlanta Falcons        | V 21–20   | 60,999   |
| 3     | 1/10/1972  | Washington Redskins    | V 24–23   | 60,999   |
| 4     | 8/10/1972  | at Buffalo Bills       | S 38–14   | 41,749   |
| 5     | 15/10/1972 | New York Jets          | S 41–13   | 60,999   |
| 6     | 22/10/1972 | at Pittsburgh Steelers | S 33–3    | 46,081   |
| 7     | 29/10/1972 | at New York Jets       | S 34–10   | 62,867   |
| 8     | 6/11/1972  | Baltimore Colts        | S 24–17   | 60,999   |
| 9     | 12/11/1972 | at Miami Dolphins      | S 52–0    | 80,010   |
| 10    | 19/11/1972 | Buffalo Bills          | S 27–24   | 60,999   |
| 11    | 26/11/1972 | at Baltimore Colts     | S 31–0    | 54,907   |
| 12    | 3/12/1972  | Miami Dolphins         | S 37–21   | 60,999   |
| 13    | 10/12/1972 | at New Orleans Saints  | V 17–10   | 64,889   |
| 14    | 17/12/1972 | at Denver Broncos      | S 45–21   | 51,656   |

## Classifiche
| AFC East             | AFC East | AFC East | AFC East | AFC East | AFC East | AFC East | AFC East | AFC East | AFC East |
|                      | V        | S        | P        | %        | DIV      | CONF     | PF       | PS       | Str.     |
| -------------------- | -------- | -------- | -------- | -------- | -------- | -------- | -------- | -------- | -------- |
| Miami Dolphins       | 14       | 0        | 0        | 1.000    | 8–0      | 11–0     | 385      | 171      | V14      |
| New York Jets        | 7        | 7        | 0        | .500     | 6–2      | 6–5      | 367      | 324      | S2       |
| Baltimore Colts      | 5        | 9        | 0        | .357     | 4–4      | 5–6      | 235      | 252      | S2       |
| Buffalo Bills        | 4        | 9        | 1        | .321     | 2–6      | 2–9      | 257      | 377      | V1       |
| New England Patriots | 3        | 11       | 0        | .214     | 0–8      | 0–11     | 192      | 446      | S1       |